# Abraun
Abraun es un espíritu de la mitología alemana del que se decía que revelaba a los hombres los lugares en que se encontraban las riquezas ocultas. Se encarnaba en las raíces de mandrágora.